# Filip Lukšík
Filip Lukšík est un footballeur international slovaque, né le 3 février 1985 à Banská Bystrica. Il évolue au poste d'arrière gauche.

## Palmarès
- Avec le Slovan Bratislava :
  - Championnat de Slovaquie en 2013
  - Vainqueur de la Coupe de Slovaquie en 2013